# World Cup USA '94
World Cup USA '94 je nogometna videoigra proizvođača i izdavača U.S. Gold. Objavljena je 1994. godine na platformama Mega Drive, Mega CD, Super Nintendo, Master System, DOS, Game Boy i Game Gear. Igra se temelji na Svjetskom nogometnom prvenstvu 1994. u Sjedinjenim Američkim Državama, a sadrži prave skupine, momčadi i raspored natjecanja. Verzija za PC/Mega CD sadrži digitalizirane slike stadiona domaćina SP-a.
Ovo je treća igra FIFA World Cup serijala, druga koja ima potrebnu licenciju za SP te zadnja prije otkupljenja Electronic Artsa, 1996. godine kao dio FIFA serijala.

## Mogućnosti
Za vrijeme igre, gleda se iz ptičje perspektive. Vrijeme utakmice se može prilagoditi od jedne do 45 minuta po poluvremenu. Početak utakmice počinje s bacanjem novčića. U igri postoji i mogućnost smanjivanja kontrole lopte (driblanja); u postavkama igre također se može prilagoditi da igrač ručno upravlja vratarom, čime je igrač u mogućnosti da sam brani udarce i slično; jedna od mogućnosti igre je "zahvat lopte", gdje igrač ne može zaštititi loptu i dopušta protivniku da ju preuzme bez uklizavanja; najnovija je (ne)mogućnost vraćanja lopte vrataru, koja je uvedena u pravila nogometa tijekom Svjetskog prvenstva '94, a pravilo glasi da vratar ne smije uzeti loptu u ruke, ako mu loptu nogom dobaci suigrač. 
U opciji ručnog upravljanja vratara, igrač mora obraniti loptu pogađanjem mjesta gdje će protivnik pucati, pa zatim skače na odabrano mjesto pomoću tipki na konzoli. Slično tomu, tako i vanjski igrači imaju mogućnost ili dobaciti loptu ili ju ispucati. Slične su mogućnosti i kod slobodnih udaraca. Jedanaesterci se izvode s drukčijeg mjesta kmere (okrenuta je ravno prema golu), slično kao u videoigri World Cup 98.    
U igri se također mogu prilagoditi i osnovne formacije koje se mogu promijeniti i za vrijeme utakmice. Popisi igrača, iako nisu bazirani na pravim nogometašima, imaju razna svojstva koja su podijeljena u tri glavne vještine: brzinu, kontrolu lopte i točnost udarca. Vratari nemaju odvojene vještine i zajedno su s ostalim igračima. 

## Vanjske poveznice
- World Cup USA '94 kod MobyGames-a

| Prethodnik:          | Službena videoigra FIFA SP-a 1994. | Nasljednik:  |
| World Cup Italia '90 | Službena videoigra FIFA SP-a 1994. | World Cup 98 |